# Uttara Kannada
Uttara Kannada (Kannada: ಉತ್ತರ ಕನ್ನಡ Uttara Kannaḍa [ˈut̪ːəra ˈkʌnːəɖa]), „Nordkannada“; früher englisch North Canara oder North Kanara, ist ein Distrikt des indischen Bundesstaates Karnataka. Verwaltungssitz ist die Stadt Karwar.

## Geografie

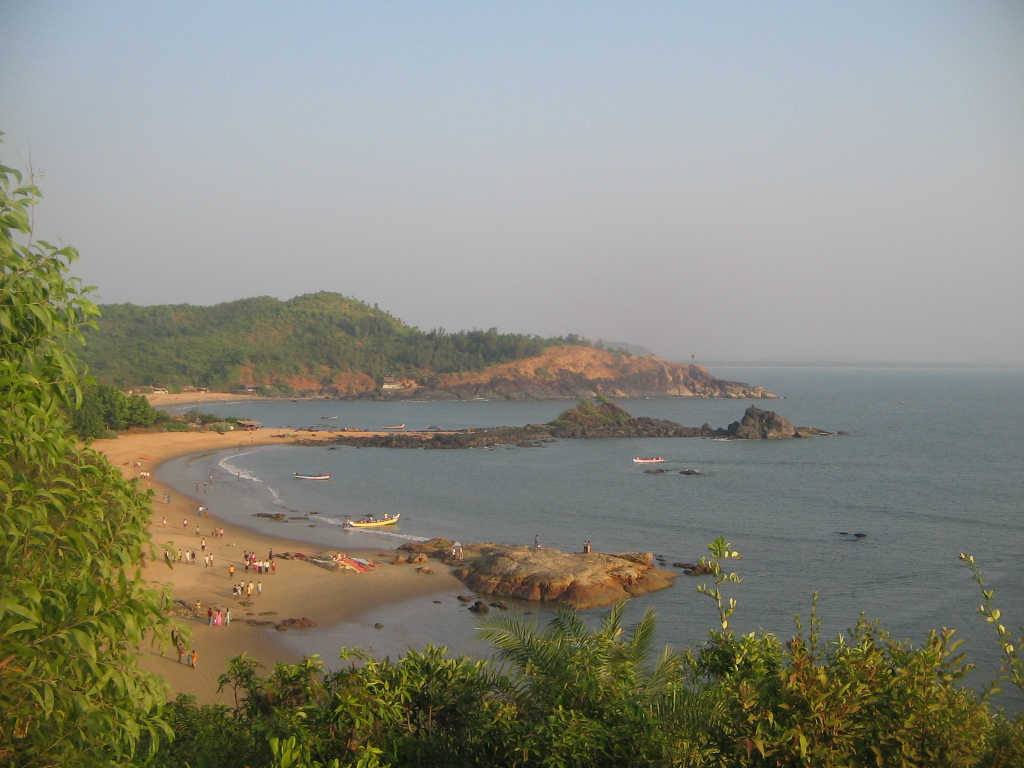
Strand in Gokarna

Der Distrikt Uttara Kannada liegt in der Küstenregion im Nordwesten Karnatakas an der Grenze zum Nachbarbundesstaat Goa. Er grenzt an die Distrikte Udupi im Süden, Shivamogga im Südosten, Haveri und Dharwad im Osten, Belagavi im Norden (alle Karnataka) und South Goa (Goa) im Nordwesten. Im Westen liegt die Küste des Arabischen Meeres.
Mit einer Fläche von 10.277 Quadratkilometern gehört Uttara Kannada zu den größten Distrikten Karnatakas. Das Distriktgebiet hat Anteil an zwei unterschiedlichen Landschaftsräumen: Im Westen liegt der schmale Küstenstreifen an der Konkanküste, im Osten erheben sich die Westghats, die die Küstenregion gegen das Hochland von Dekkan abgrenzen. Der größte Teil Uttara Kanadas besteht aus Bergländern, die mit dichten Wäldern bewachsen sind: 80 Prozent des Distriktgebiets ist bewaldet.
Der Distrikt Uttara Kannada ist in die elf Taluks Bhatkal, Honavar, Siddapur, Kumta, Sirsi, Ankola, Karwar, Yellapur, Mundgod, Supa und Haliyal unterteilt.

## Geschichte
Der heutige Distrikt Uttara Kannada geht auf den District Kanara zurück, den die Briten 1799 eingerichtet hatten, nachdem sie das Gebiet im Vierten Mysore-Krieg von Tipu Sultan, dem Herrscher von Mysore, erobert und als Teil der Provinz Madras in Britisch-Indien eingegliedert hatten. Der Distrikt Kanara umfasste das gesamte Küstengebiet Karnatakas, die Gegend um Kasaragod sowie die Inselgruppe der Amindiven. Die Bezeichnung Kanara bzw. Kannada hat denselben Ursprung wie der Name des Bundesstaats Karnataka und der dort gesprochenen Sprache Kannada. Sie bedeutet „schwarzes Land“ ab und verweist ursprünglich auf die Schwarzerde des Dekkan-Hochlands, wurde dann aber auf die Küstenebene im Westen übertragen.
1862 wurde der Distrikt Kanara in die Distrikte North Kanara und South Kanara geteilt. North Kanara wechselte dabei aus der Provinz Madras in die Provinz Bombay. Nachdem Indien 1947 unabhängig geworden war, wurden seine Bundesstaaten 1956 durch den States Reorganisation Act nach Sprachgrenzen neu geordnet. North Kanara wurde dabei zu einem Teil des kannadasprachigen Bundesstaates Mysore (1973 umbenannt in Karnataka). Am 31. Januar 1977 wurden South Kanara in Dakshina Kannada und North Kanara in Uttara Kannada umbenannt.

## Bevölkerung
Bei der indischen Volkszählung 2011 hatte der Distrikt Uttara Kannada 1.437.169 Einwohner. Zwischen 2001 und 2011 wuchs die Einwohnerzahl um 6,2 Prozent und somit deutlich niedriger als im Mittel Karnatakas (15,7 Prozent). Wegen seines in großen Teilen bergigen Terrains ist der Distrikt Uttara Kannada nur dünn besiedelt: Mit 140 Einwohnern pro Quadratkilometer war die Einwohnerdichte im Jahr 2011 die zweitniedrigste aller Distrikte Karnatakas und lag weit unter dem Durchschnitt des Bundesstaates (319 Einwohner pro Quadratkilometer). 29,4 Prozent der Einwohner des Distrikts lebten in Städten. Der Verstädterungsgrad war damit wesentlich niedriger als der Mittelwert Karnatakas (38,6 Prozent). Die Alphabetisierungsquote lag mit 84,1 Prozent dagegen deutlich über dem Durchschnitt des Bundesstaates (76,1 Prozent).
Unter den Einwohnern des Distrikts Uttara Kannada stellten Hindus nach der Volkszählung 2011 mit 82,6 Prozent die Mehrheit. Daneben gab es Minderheiten von Muslimen (13,1 Prozent) und Christen (3,1 Prozent). In Mundgod befindet sich eine Kolonie von tibetischen Flüchtlingen, die hier ab den 1960er Jahren angesiedelt wurden. Neben Kannada, der Hauptsprache Karnatakas, wird in Uttara Kannada in den nördlichen Taluks Karwar und Supa auch Konkani, die Sprache des nördlichen Nachbarbundesstaates Goa, gesprochen. Traditionell gilt der Gangavalli-Fluss als Grenze zwischen dem Konkani- und Kannada-Sprachgebiet. Einige Konkani-Aktivisten fordern einen Anschluss der konkanisprachigen Teile des Distrikts Uttara Kannada an Goa. Unter der muslimischen Bevölkerung des Distrikts ist außerdem wie in den meisten Teilen Karnatakas auch das Urdu verbreitet. Im Taluk Bhatkala des Distrikts Uttara Kannada besitzt das Urdu aufgrund des hohen Bevölkerungsanteils seiner Sprecher den Status einer beigeordneten Amtssprache.

## Sehenswürdigkeiten

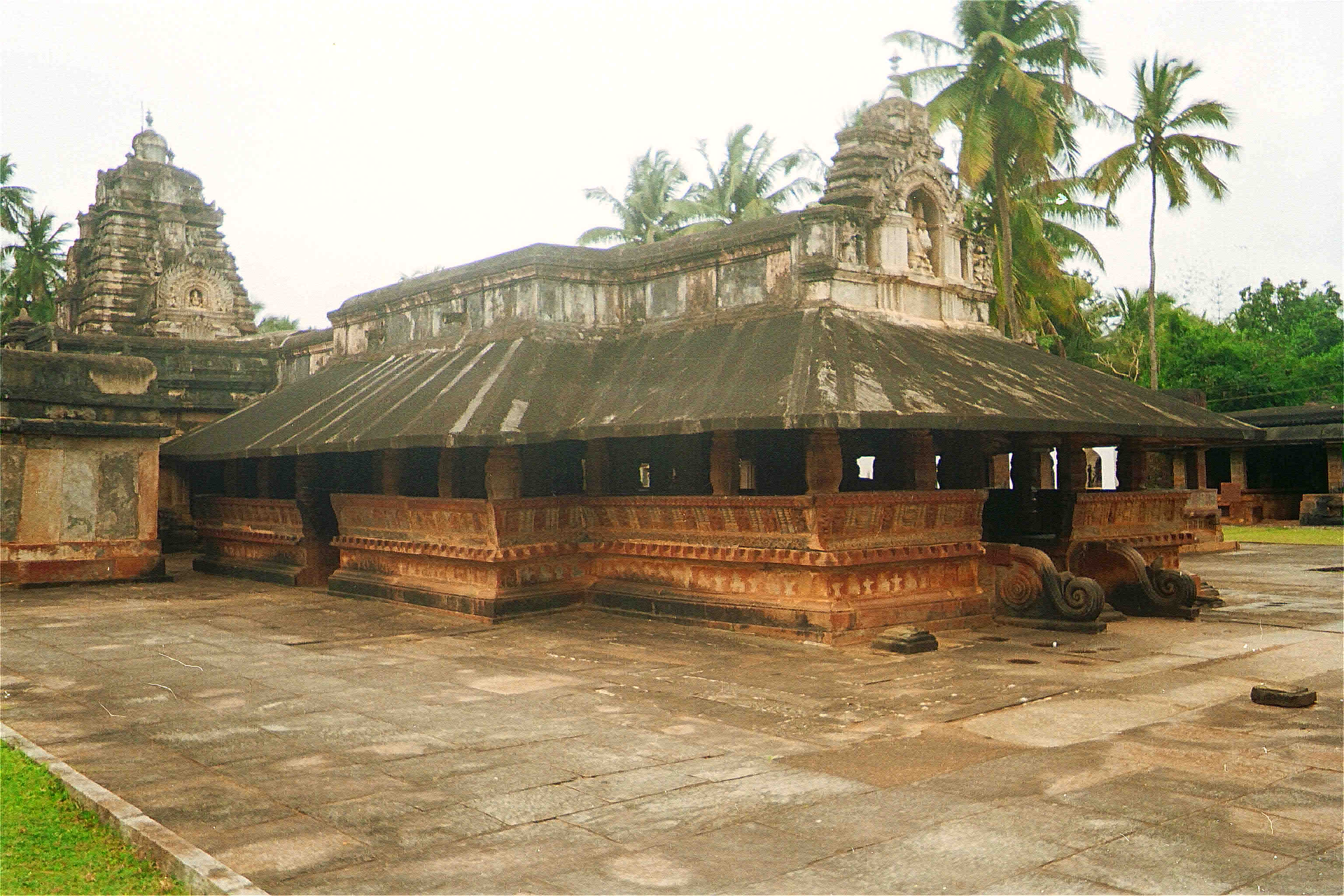
Madhukeshwara-Tempel in Banavasi

An der Küste des Distrikts Uttara Kannada befindet sich der Ort Gokarna, der sowohl als Pilgerort als auch als touristisches Reiseziel bedeutsam ist. In Gokarna befindet sich ein wichtiger Hindu-Tempel der dem Gott Shiva in seiner Gestalt als Mahabaleshwara geweiht ist. Die Strände Gokarnas ziehen zudem zahlreiche Rucksacktouristen an, für die Gokarna eine Alternative zum weiter nördlich gelegenen Goa ist.
Weitere Sehenswürdigkeiten im Distrikt Uttara Kannada sind der Ort Banavasi, die einstige Hauptstadt der Kadamba-Dynastie, mit dem Madhukeshwara-Temple aus dem 9. Jahrhundert und Murudeshwara, der mit einem modernen Tempel samt 72 Meter hohem Gopuram (Torturm) und einer 37 Meter hohen Shiva-Statue auftrumpfen kann.
Im Distrikt befinden sich das 475,018 km² große Dandeli-Naturreservat und daran angrenzend das 339,866 km² umfassende Kali-Tiger-Reservat. Die beiden Schutzgebiete sind seit 2007 administrativ zum Dandeli-Anshi-Tiger-Reservat zusammengefasst.

## Städte
| Stadt        | Einwohner (2001) |
| ------------ | ---------------- |
| Ambikanagara | 4.848            |
| Ankola       | 14.306           |
| Bhatkal      | 31.785           |
| Dandeli      | 53.287           |
| Haliyal      | 20.652           |
| Honavar      | 17.833           |
| Karwar       | 62.960           |
| Kumta        | 27.597           |
| Mundgod      | 16.171           |
| Siddapur     | 14.049           |
| Sirsi        | 58.711           |
| Venkatapura  | 5.968            |
| Yellapur     | 17.938           |